# هيثم حسن
هيثم حسن (مواليد 8 فبراير 2002) هو لاعب كرة قدم مصري وفرنسي يلعب كمهاجم في نادي ميرانديس على سبيل الأعارة من نادي فياريال.
ولد هيثم في باريس لأب مصري وأم تونسية.